# Guido III. von Châtillon
Guido III. von Châtillon (frz.: Guy; † 1191 vor Akkon) war ein Herr von Châtillon, Troissy, Crécy, Montjay und Broigny. Er war ein Sohn von Guido II. von Châtillon († um 1170) und der Alix von Dreux, einer Tochter des Grafen Robert I. von Dreux.
Als Angehöriger eines Vorauskommandos französischer und englischer Kreuzritter nahm Guido am dritten Kreuzzug teil und erreichte im Juli 1190 die Belagerung von Akkon, in deren Verlauf er starb. Sein jüngerer Bruder Walter III. übernahm die Châtillon-Besitzungen.